# Daniel Cervantes
Daniel Ángel Cervantes Fraire (Aguascalientes, 28 de junio de 1990) es un futbolista mexicano. Juega de defensa y su actual equipo es agente libre 
Celaya Fútbol Club de la Liga de Expansión MX.

## Trayectoria

### Carrera desde 2007 hasta 2020
Daniel Cervantes debutó con el Club Necaxa el 16 de octubre de 2010 en un partido contra el Guadalajara. Además de su paso por el Necaxa, estuvo cedido en el América en el año 2013, jugó con los Lobos de la BUAP entre 2015 y 2016, con los Alebrijes de Oaxaca entre 2017 y 2019 y con el Celaya entre 2019 y 2020.

### Querétaro Fútbol Club
El 21 de julio de 2020 se confirmó su integración al plantel del Querétaro Fútbol Club para disputar el Guard1anes 2020, utilizando el dorsal 25. Debuta con el conjunto dirigido por Álex Diego el domingo 26 de julio, jugaría los 90 minutos del partido donde anotaría un autogol al 67' en una derrota por 3-2 ante el Club Universidad Nacional.

## Selección
- Ha sido internacional con la Selección Sub-17 en 3 ocasiones.

## Clubes
| Club                | País   | Año               | Partidos | Goles |
| ------------------- | ------ | ----------------- | -------- | ----- |
| Club Necaxa         | México | 2009 - 2015       | 84       | 7     |
| América             | México | 2013              | 1        | 0     |
| Lobos de la BUAP    | México | 2015              | 2        | 0     |
| Alebrijes de Oaxaca | México | 2017 - 2019       | 67       | 5     |
| Celaya F. C.        | México | 2019 - 2020       | 0        |       |
| Querétaro F. C.     | México | 2020 - 2023       |          |       |
| Celaya F. C.        | México | 2023 - Actualidad |          |       |

## Títulos

### Campeonatos nacionales
| Título                    | Club      | País   | Año               |
| ------------------------- | --------- | ------ | ----------------- |
| Liga de Ascenso de México | Necaxa    | México | Apertura 2009     |
| Liga de Ascenso de México | Necaxa    | México | Bicentenario 2010 |
| Liga de Ascenso de México | Necaxa    | México | Apertura 2014     |
| Ascenso MX                | Alebrijes | México | 2017              |